# Zur Schmerzhaften Muttergottes (Waalhaupten)

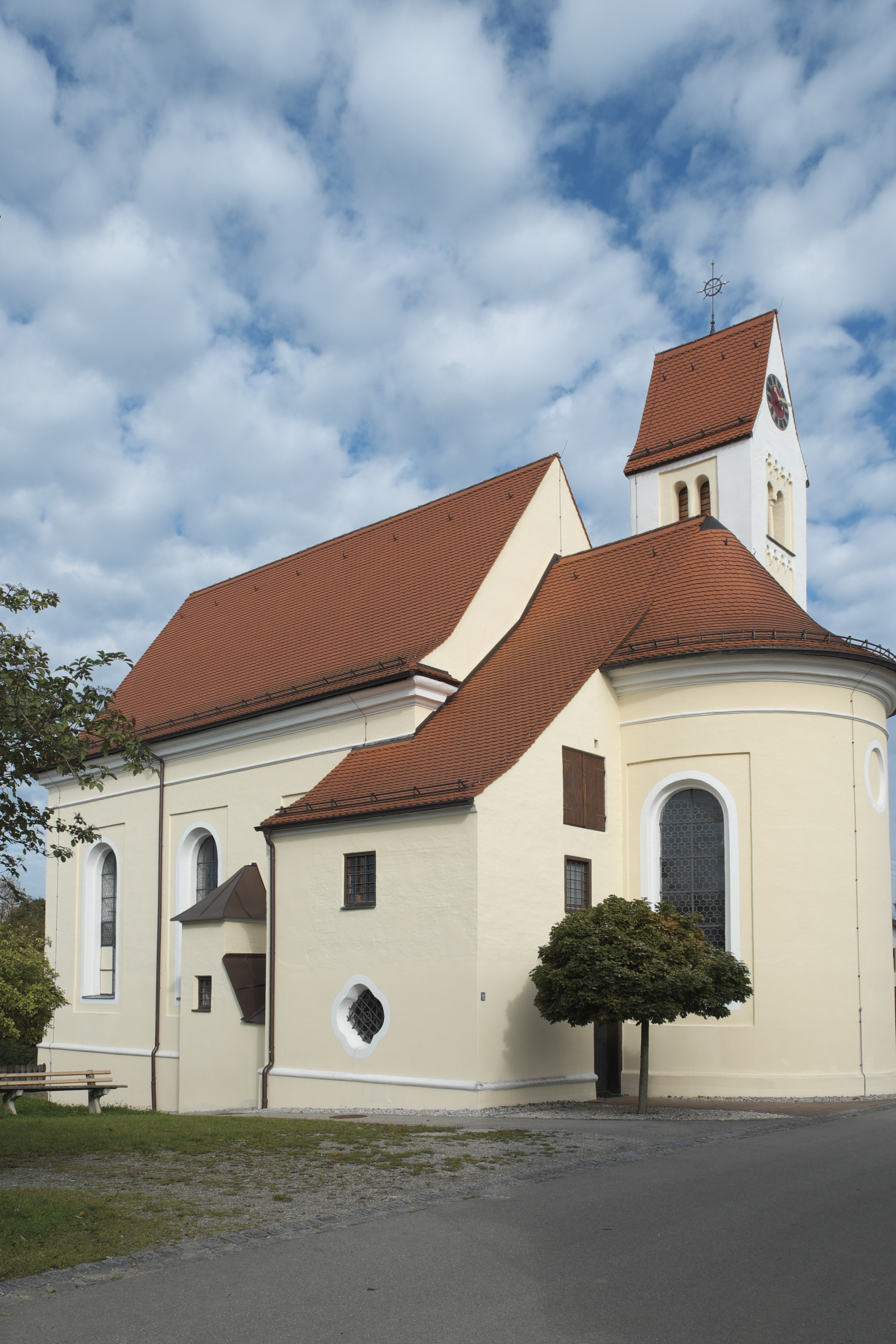
Pfarrkirche Zur Schmerzhaften Muttergottes

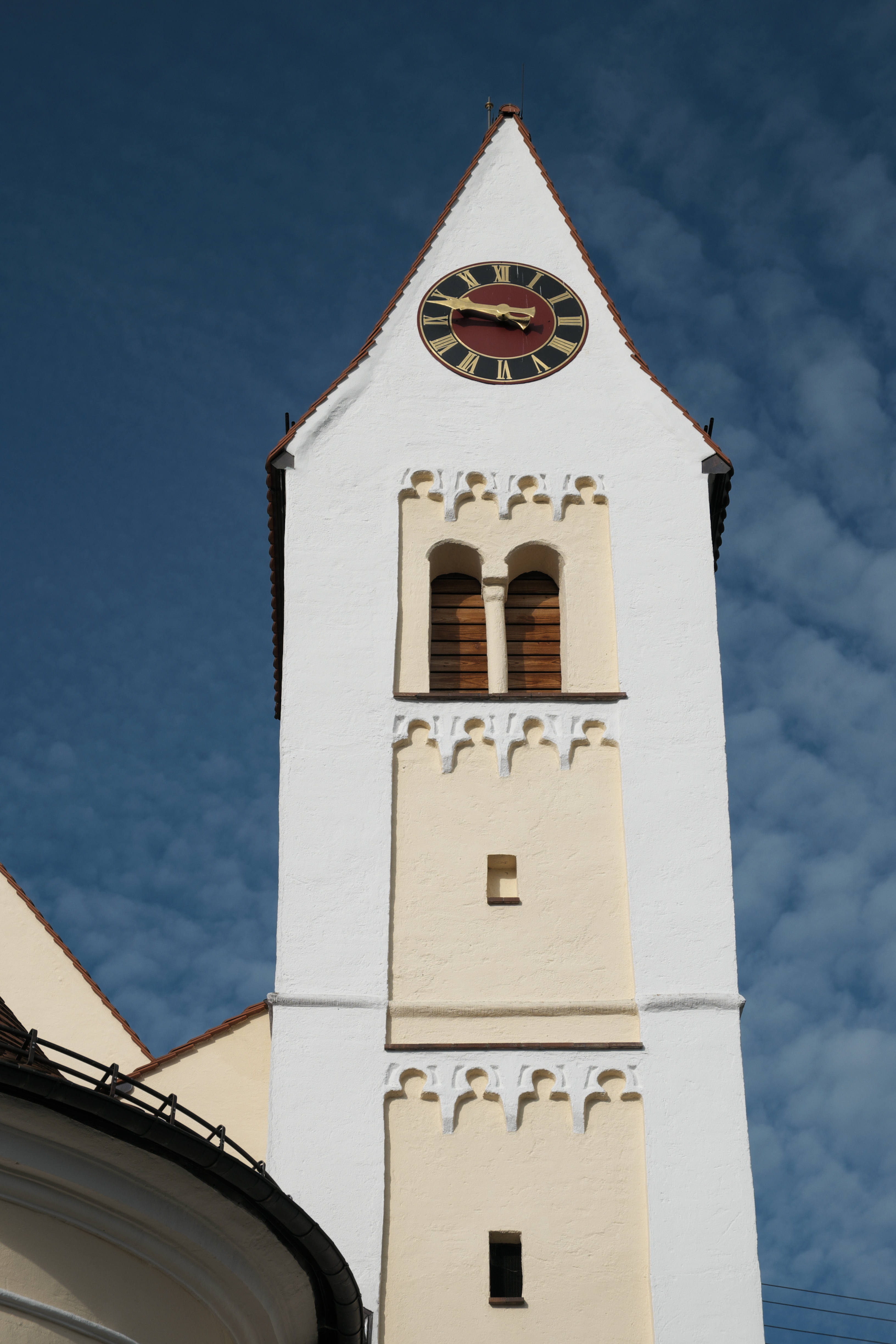
Glockenturm

Die römisch-katholische Pfarrkirche Zur Schmerzhaften Muttergottes in Waalhaupten, einem Ortsteil der Marktgemeinde Waal im schwäbischen Landkreis Ostallgäu in Bayern, wurde zu Beginn des 18. Jahrhunderts an der Stelle einer gotischen Vorgängerkirche errichtet. Baumeister war vermutlich Joseph Schmuzer. Die Deckenfresken sind die letzte Arbeit von Matthäus Günther. Die Kirche mit dem Patrozinium Mariens als Mater dolorosa (schmerzhafte Mutter) ist ein geschütztes Baudenkmal.

## Geschichte
Neben der erhöht über dem Ort gelegenen ehemaligen Pfarrkirche St. Michael, der heutigen Friedhofskirche, gab es bereits im späten Mittelalter in Waalhaupten unten im Dorf eine Filialkirche, von der nur noch der Glockenturm erhalten ist. Ab dem Jahr 1713 wurde an der Stelle dieser Kirche – unter Einbeziehung des gotischen Glockenturms der Vorgängerkirche – die heutige Kirche errichtet. 1722 fand die Weihe der neuen Kirche statt.

## Architektur

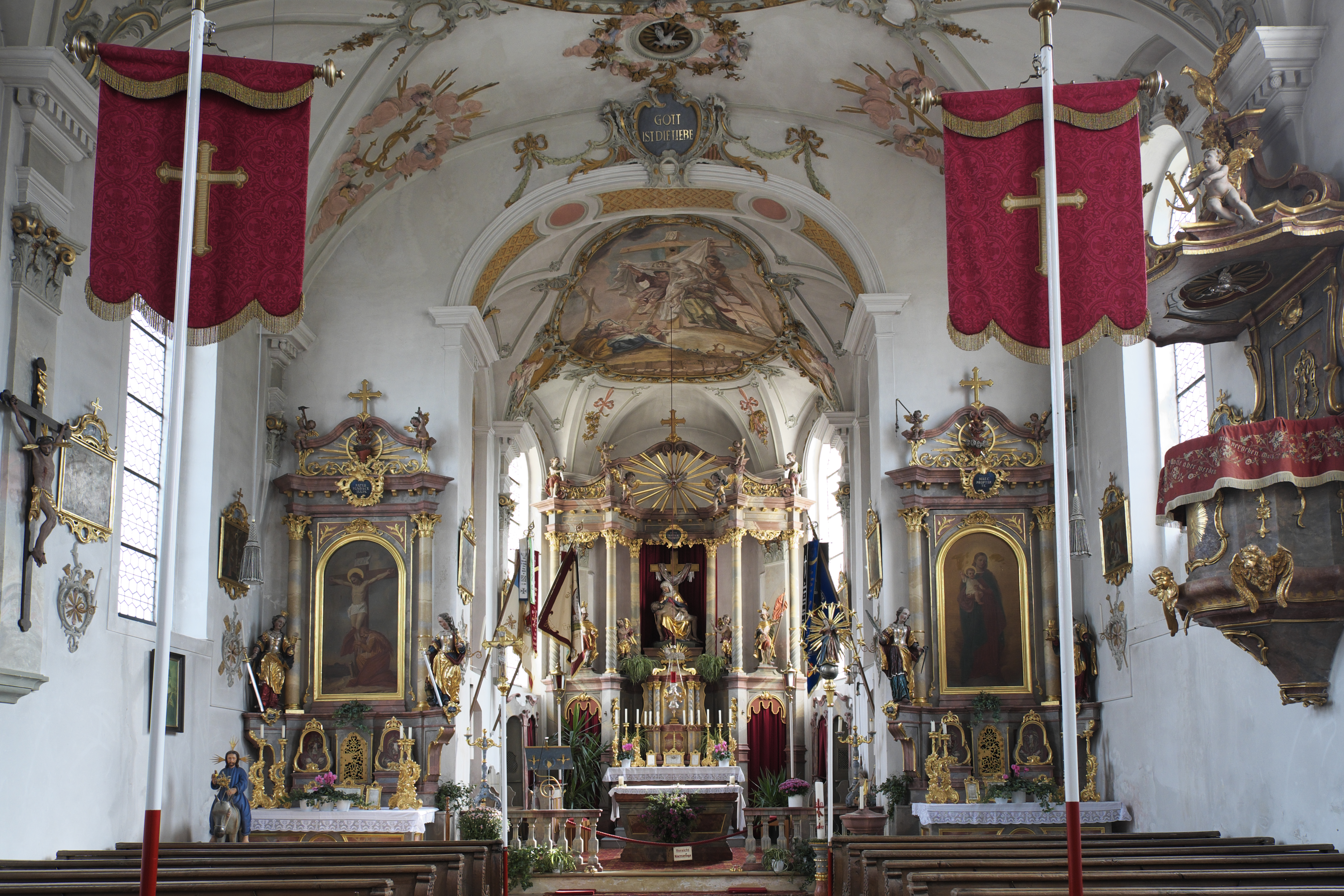
Innenraum

Im nördlichen Chorwinkel steht der mit einem Satteldach gedeckte Glockenturm, der noch aus der zweiten Hälfte des 15. Jahrhunderts stammt. Die oberen Stockwerke gliedern Blendfelder mit Kleeblattbogenfriesen, das Glockengeschoss wird auf allen vier Seiten von rundbogigen Zwillingsarkaden durchbrochen.
Das einschiffige Langhaus wird von einer Stichkappentonne gedeckt, die auf Pilastern mit Kapitellen und Gebälkstücken aufliegt. Der eingezogene Chor ist halbrund geschlossen. Den westlichen Abschluss des Langhauses bildet eine Doppelempore mit geschweiften Brüstungen.

## Stuck

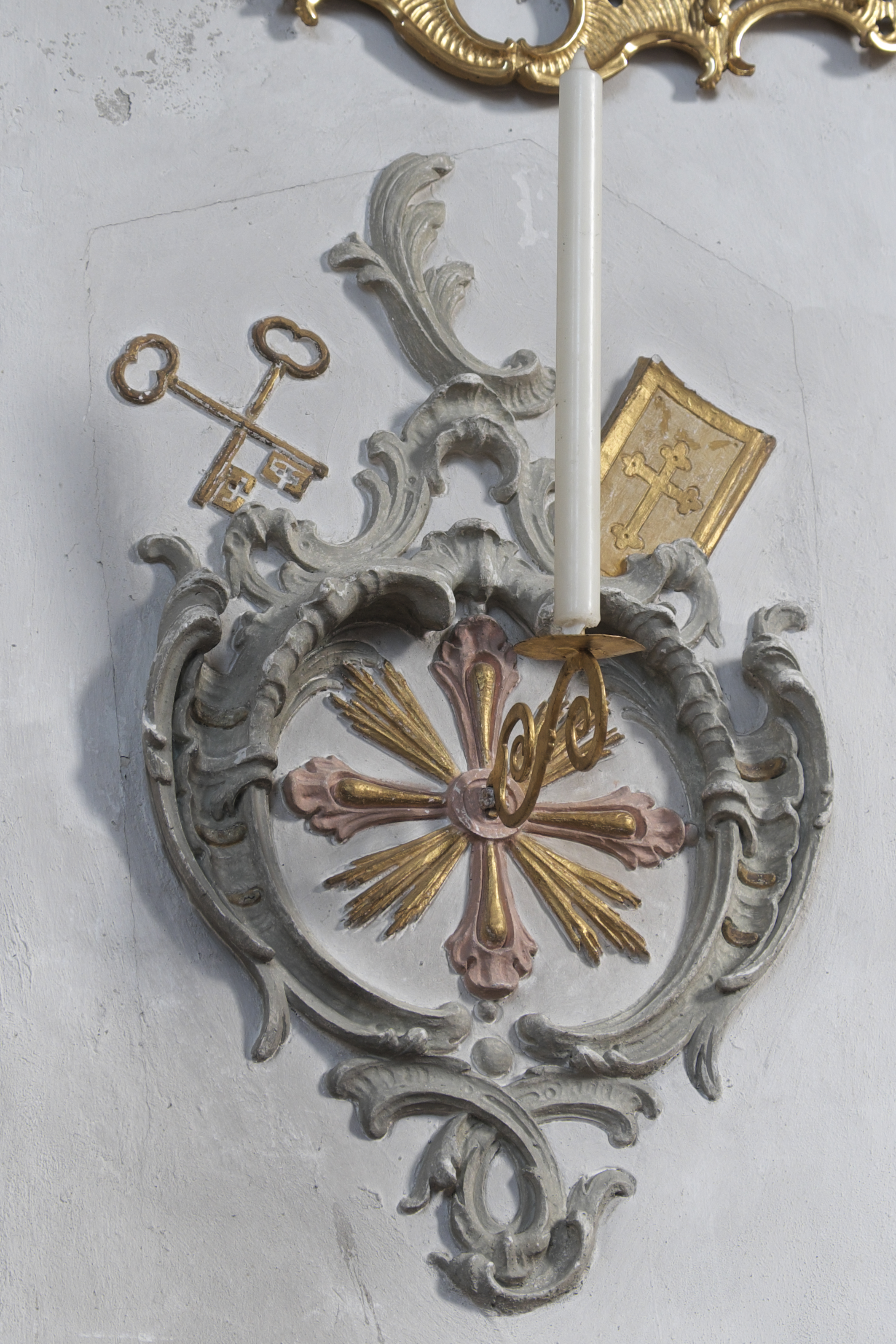
Apostelleuchter mit Schlüsseln, Symbol des Apostels Petrus

Der Stuckdekor im Stil des späten Rokoko wurde 1787 von Johann Michael Gigl geschaffen. Stuckkartuschen umrahmen die kleineren Fresken in Ton-in-Ton-Malerei im Chor und im Langhaus. Auch die Apostelleuchter mit den Symbolen der Apostel sind in Stuckrahmen gefasst.

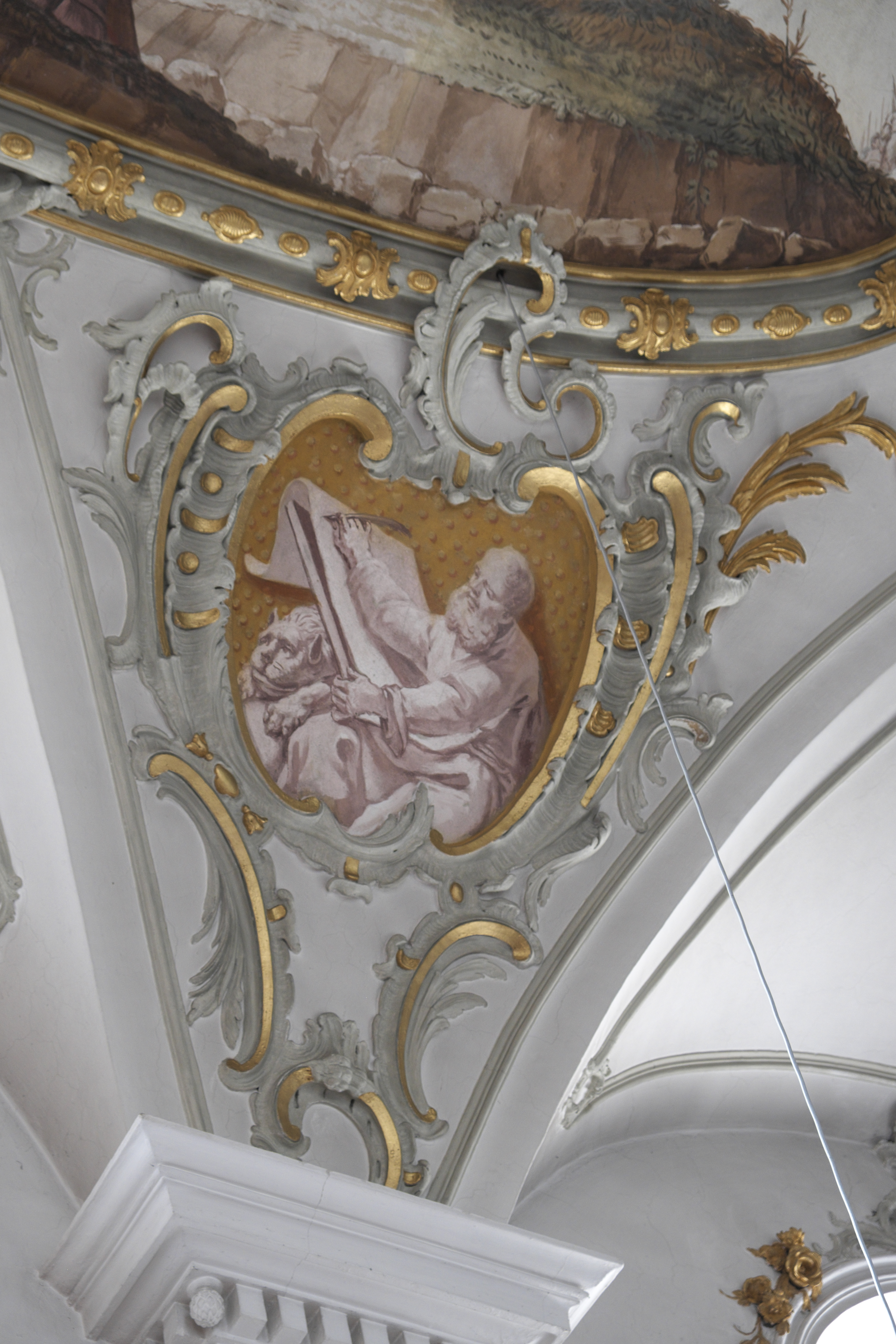
Stuckkartusche und Evangelist Markus
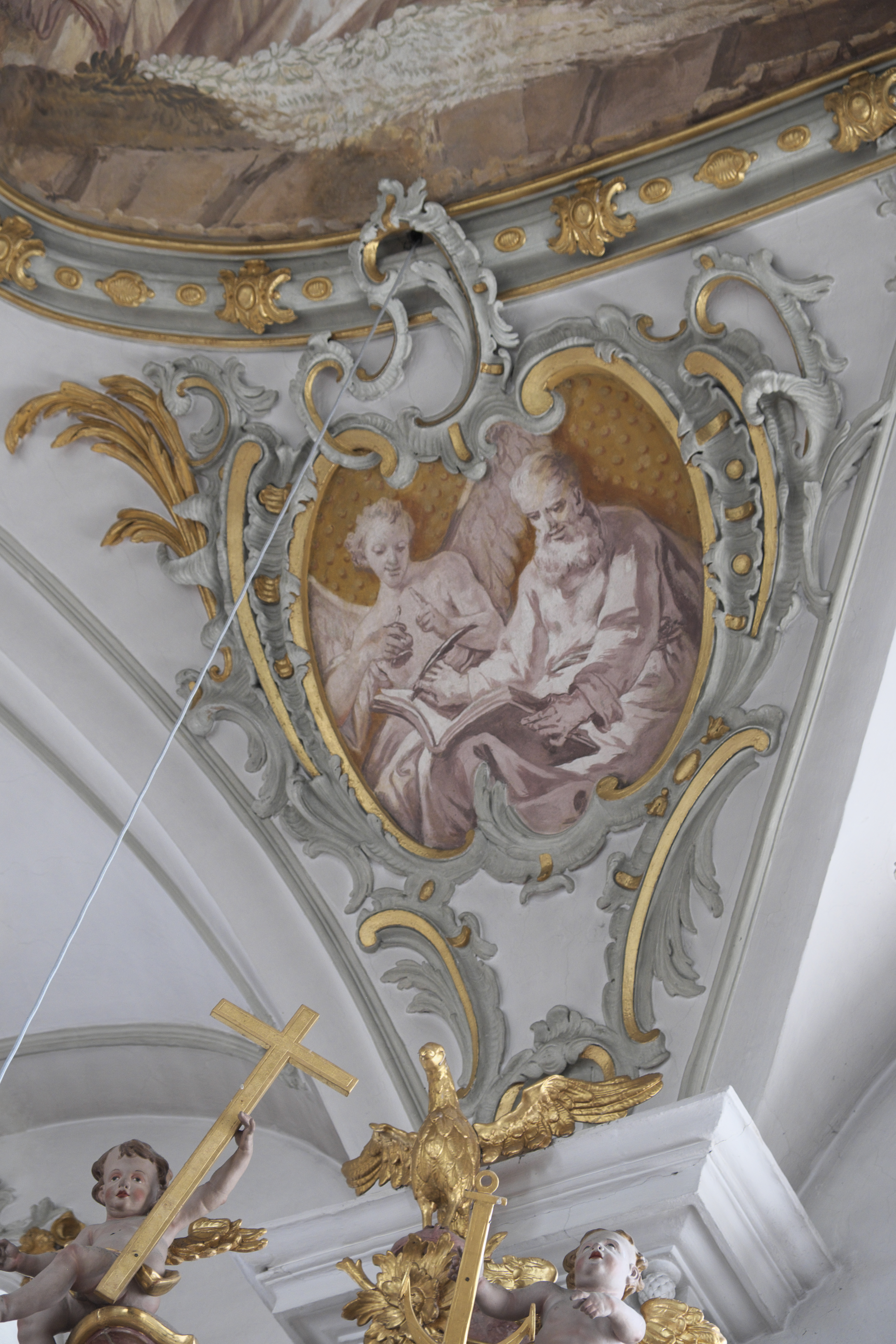
Stuckkartusche und Evangelist Matthäus
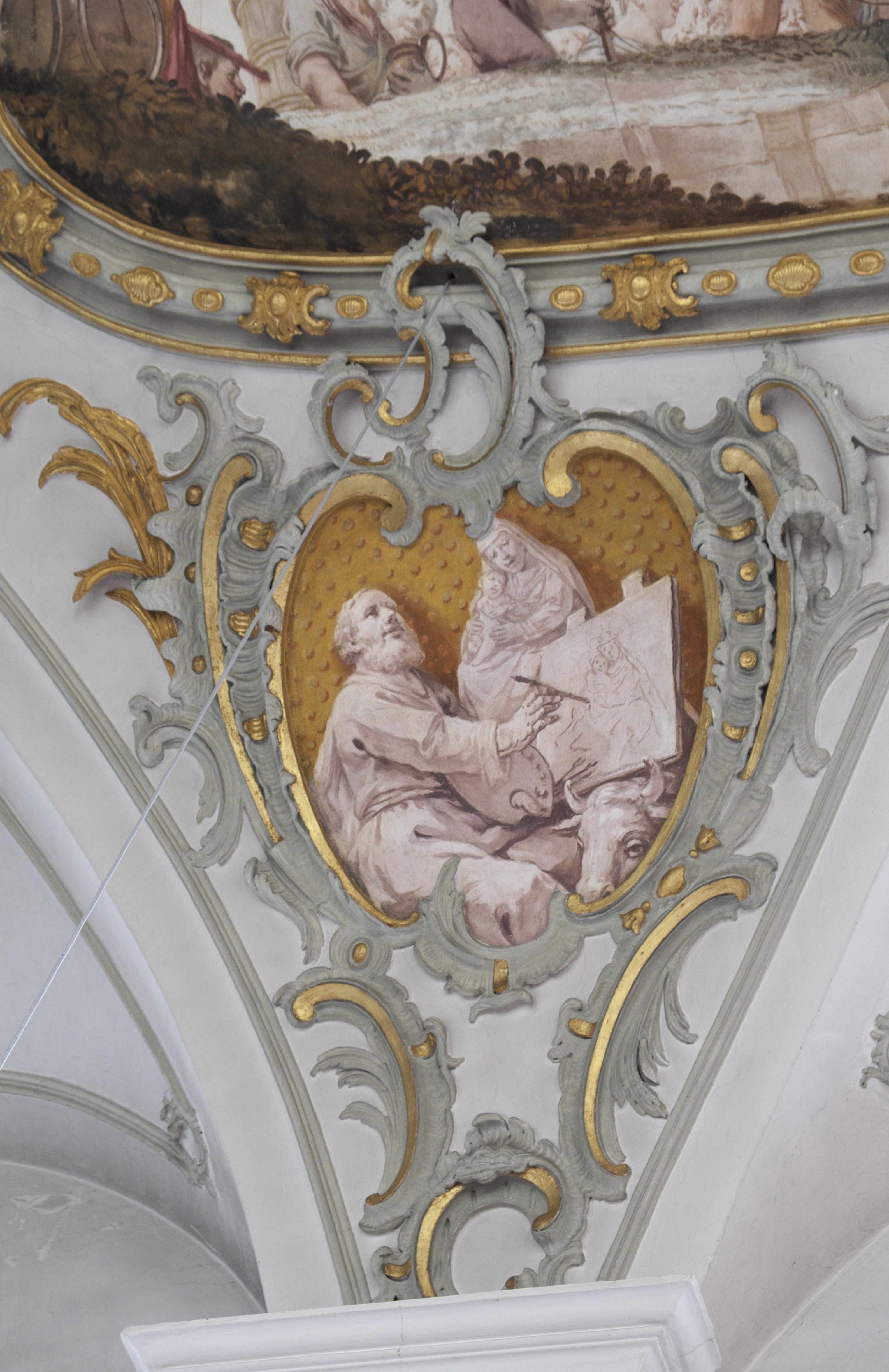
Stuckkartusche und Evangelist Lukas
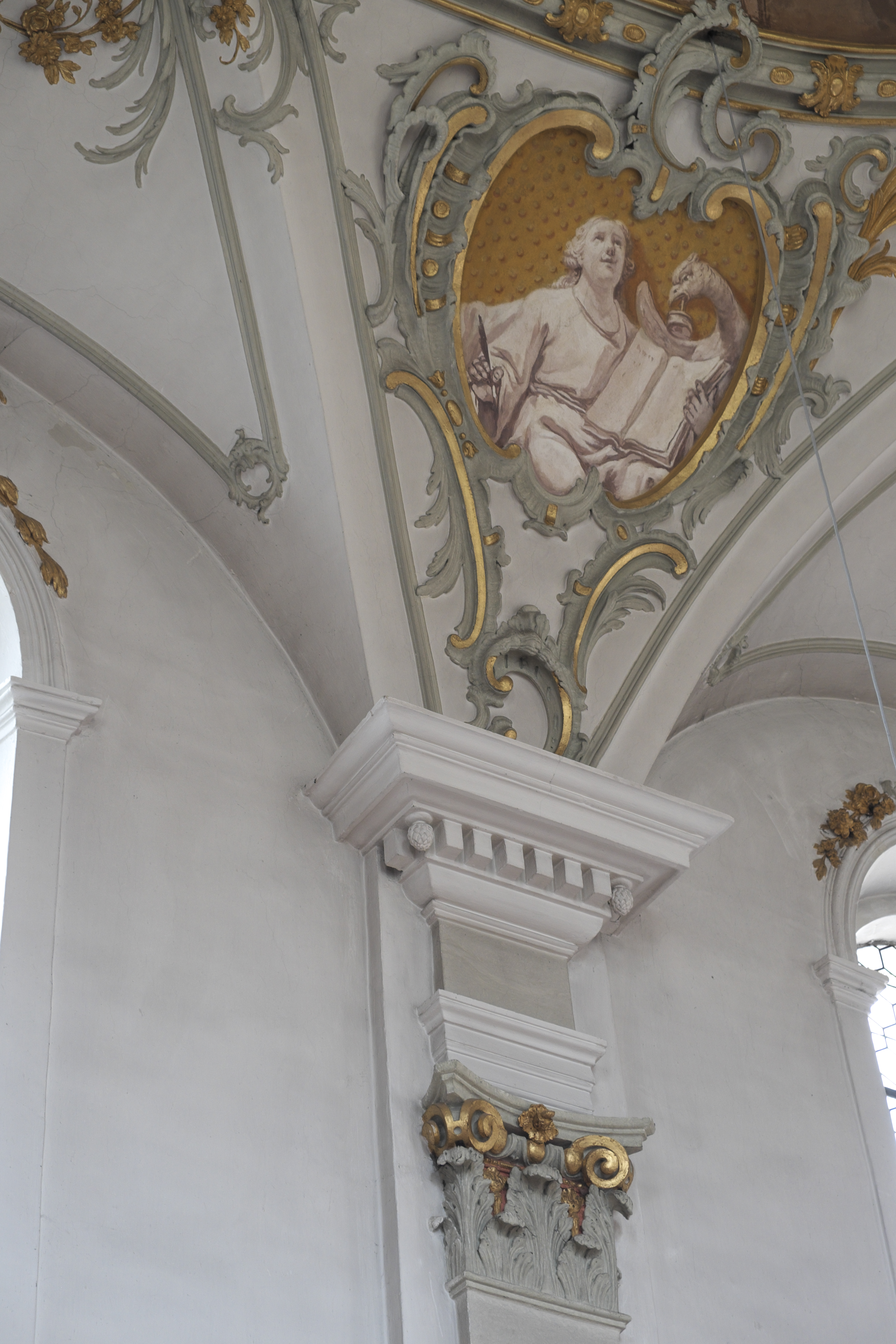
Stuckkartusche und Evangelist Johannes

## Wandfresken im Chor
Die Wandfresken im Chor stammen aus der Mitte des 18. Jahrhunderts. An der Nordseite ist die Jakobsleiter dargestellt, an der Südseite Jesus und die Samariterin am Brunnen.

## Deckenfresken

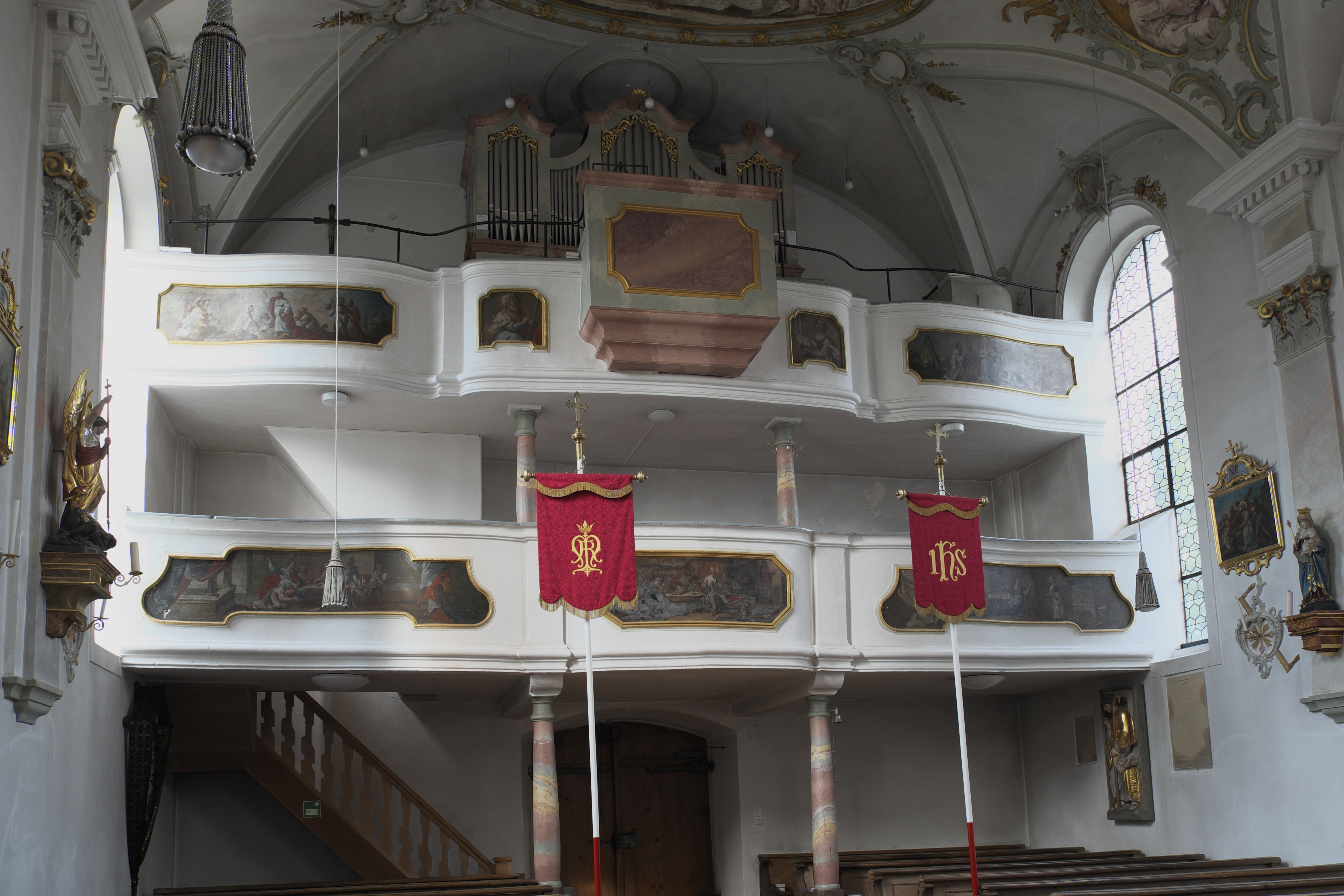
Empore

Die Deckenfresken wurden 1787 von Matthäus Günther ausgeführt. Sie waren sein letztes Werk und nehmen Bezug auf seine früheren Arbeiten. Für das große Chorfresko mit der Darstellung der Kreuzabnahme diente ein im Jahr 1770 von Matthäus Günther gemaltes Deckenbild in der Wallfahrtskirche Mentlberg in Innsbruck als Vorlage. Die beiden seitlichen Bilder in Ton-in-Ton-Malerei, links Maria und rechts der Erzengel Gabriel, stellen die Verkündigung dar. Auf den seitlichen Medaillons des Langhauses sind in Ton-in-Ton-Malerei die Evangelisten mit ihren Symbolen dargestellt.
Das große Langhausfresko, auf dem Judith das abgeschlagene Haupt des Holofernes in Händen hält, ist angelehnt an ein Deckengemälde von Matthäus Günther in der Wiltener Basilika in Innsbruck aus dem Jahr 1754/55.

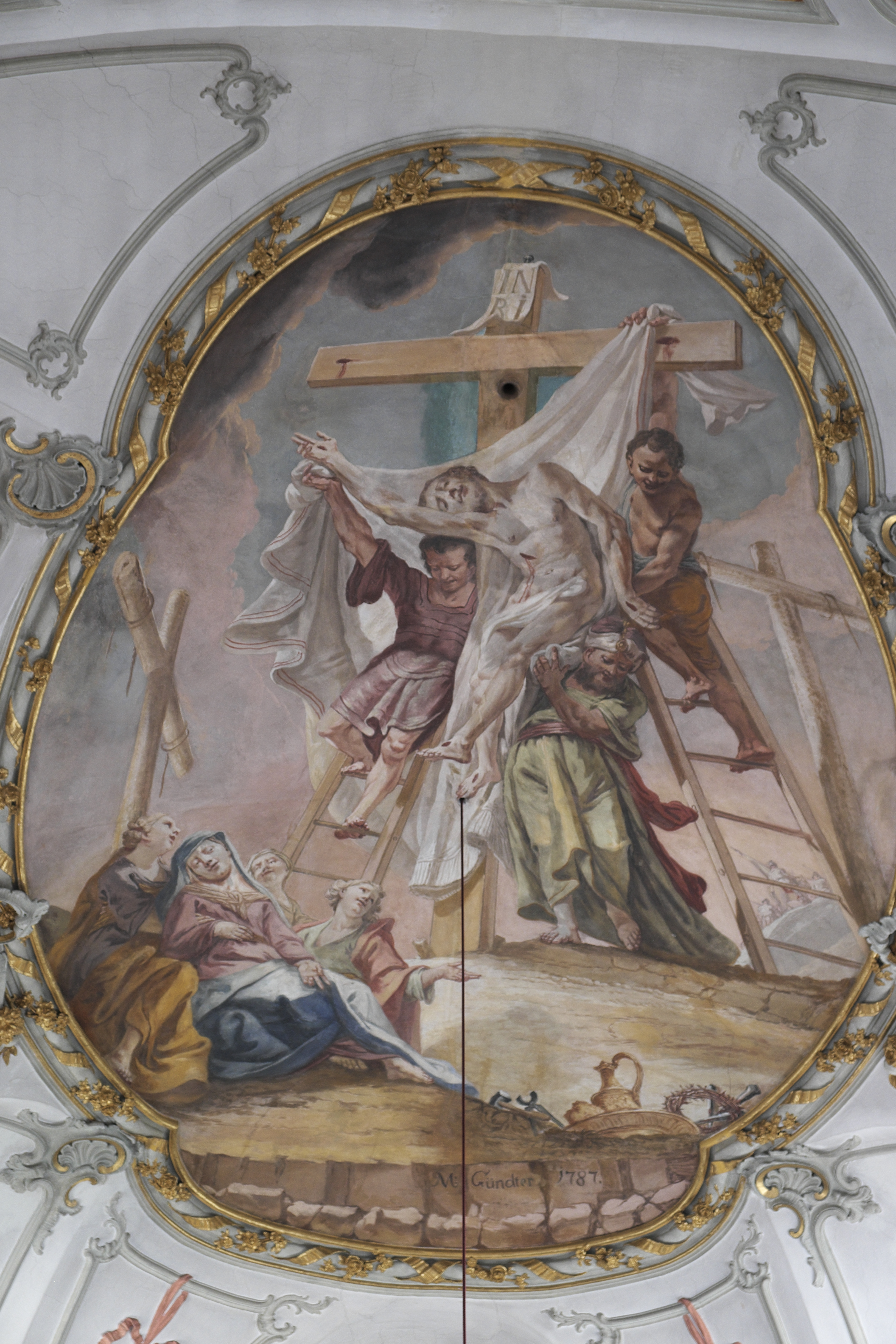
Kreuzabnahme
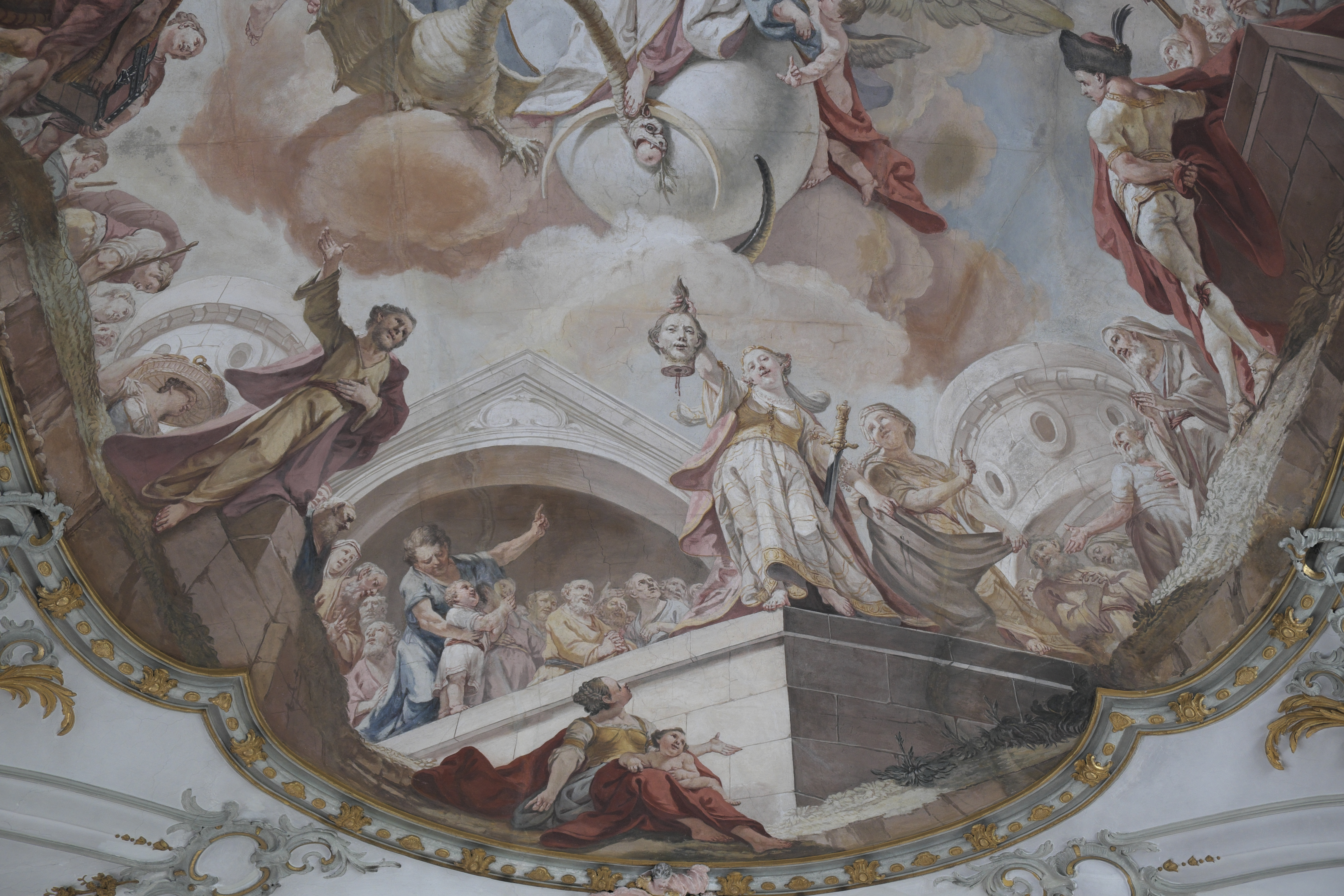
Judith mit dem Haupt des Holofernes
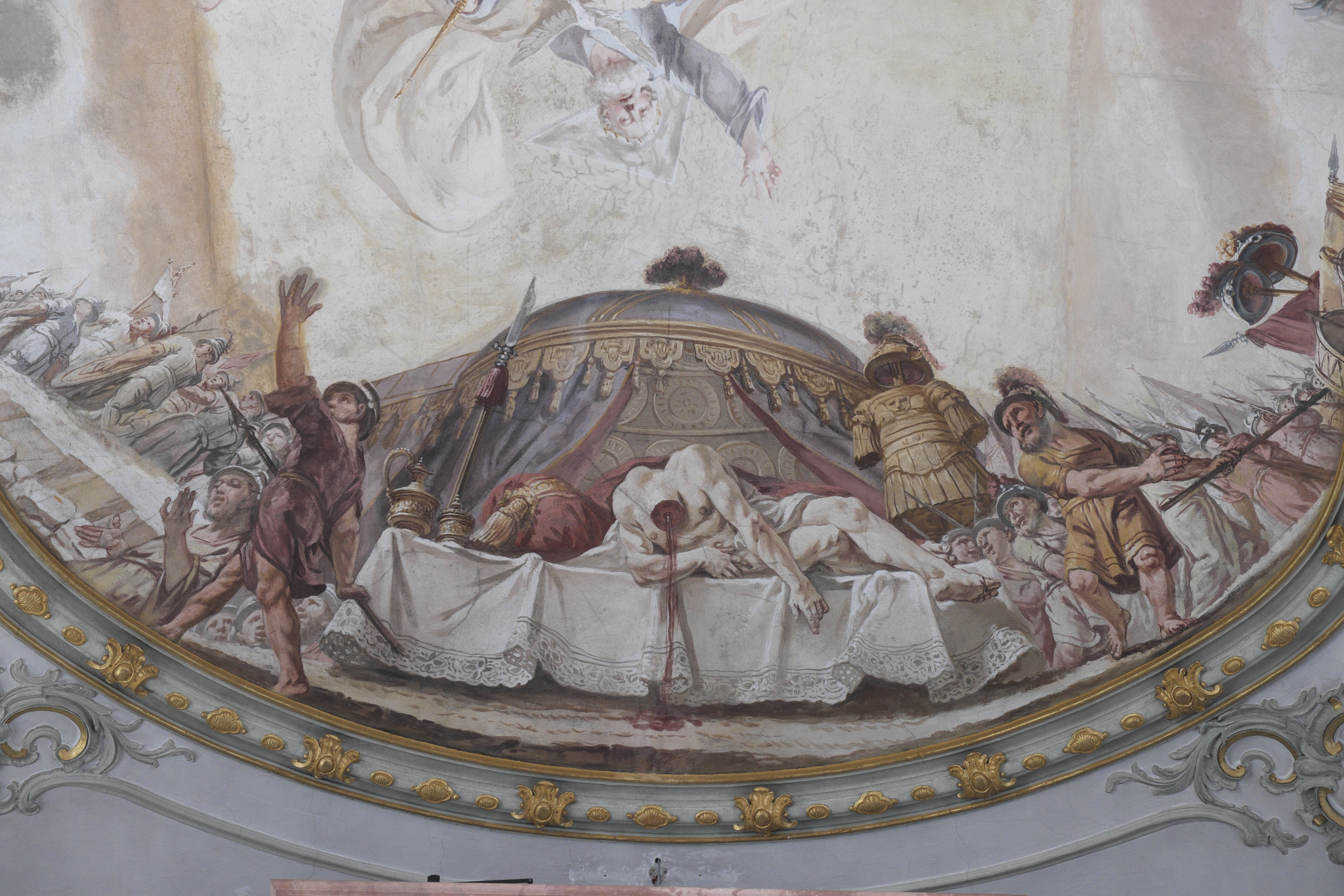
Enthaupteter Holofernes

## Emporenbilder
Die Gemälde der Emporenbrüstung wurden in der Mitte des 18. Jahrhunderts ausgeführt. Auf der oberen Empore sind in der Mitte König David mit der Harfe und die heilige Cäcilia an der Orgel zu sehen. Die anderen Szenen zeigen die Auferweckung des Lazarus und die Heilung des blutflüssigen Weibes. Die Szenen auf der unteren Empore stellen das Gastmahl bei Simon dem Pharisäer und Christus bei Maria und Martha dar. Das Mittelbild mit der Abendmahlszene wird um 1787 datiert und Matthäus Günther zugeschrieben.

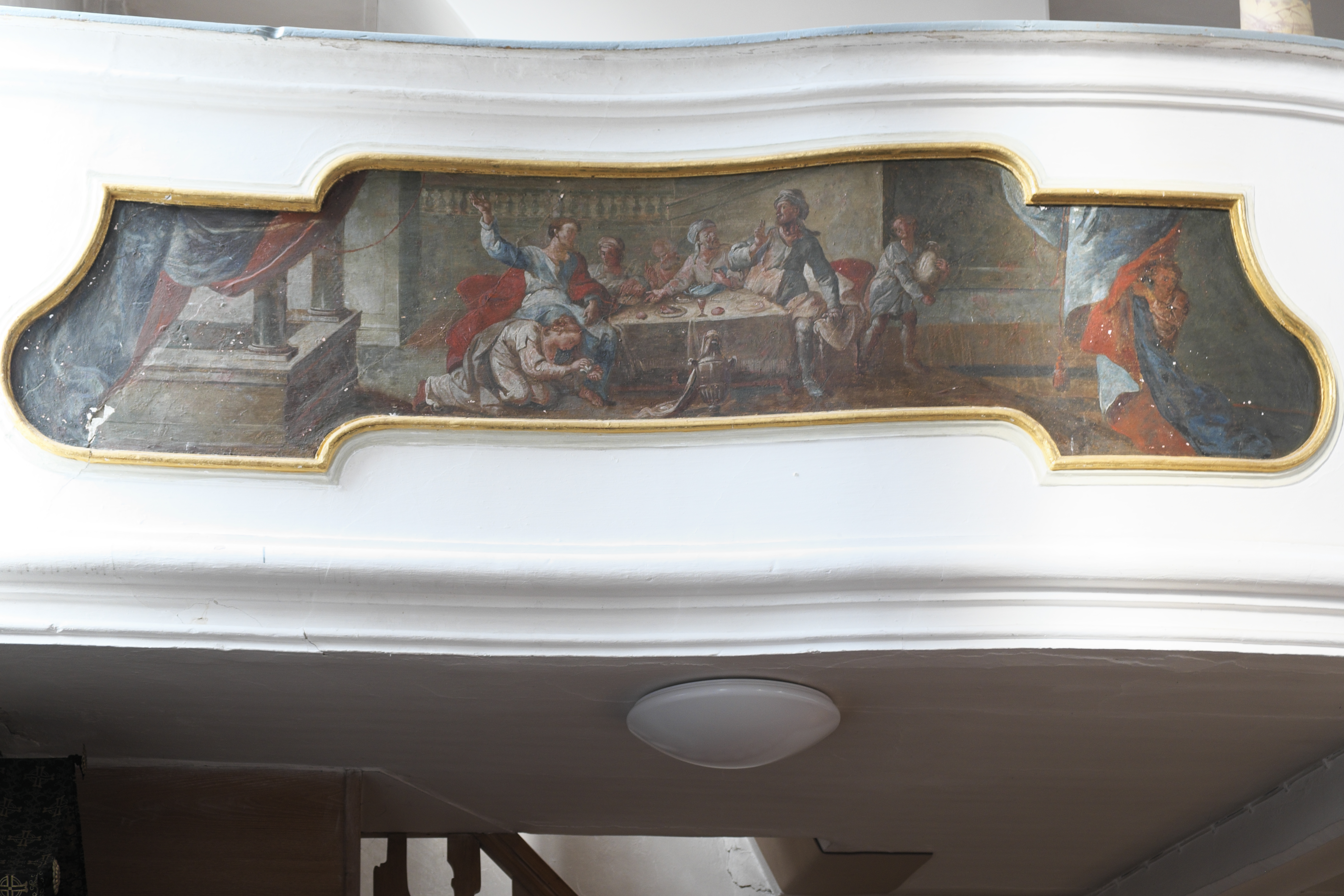
Gastmahl bei Simon dem Pharisäer
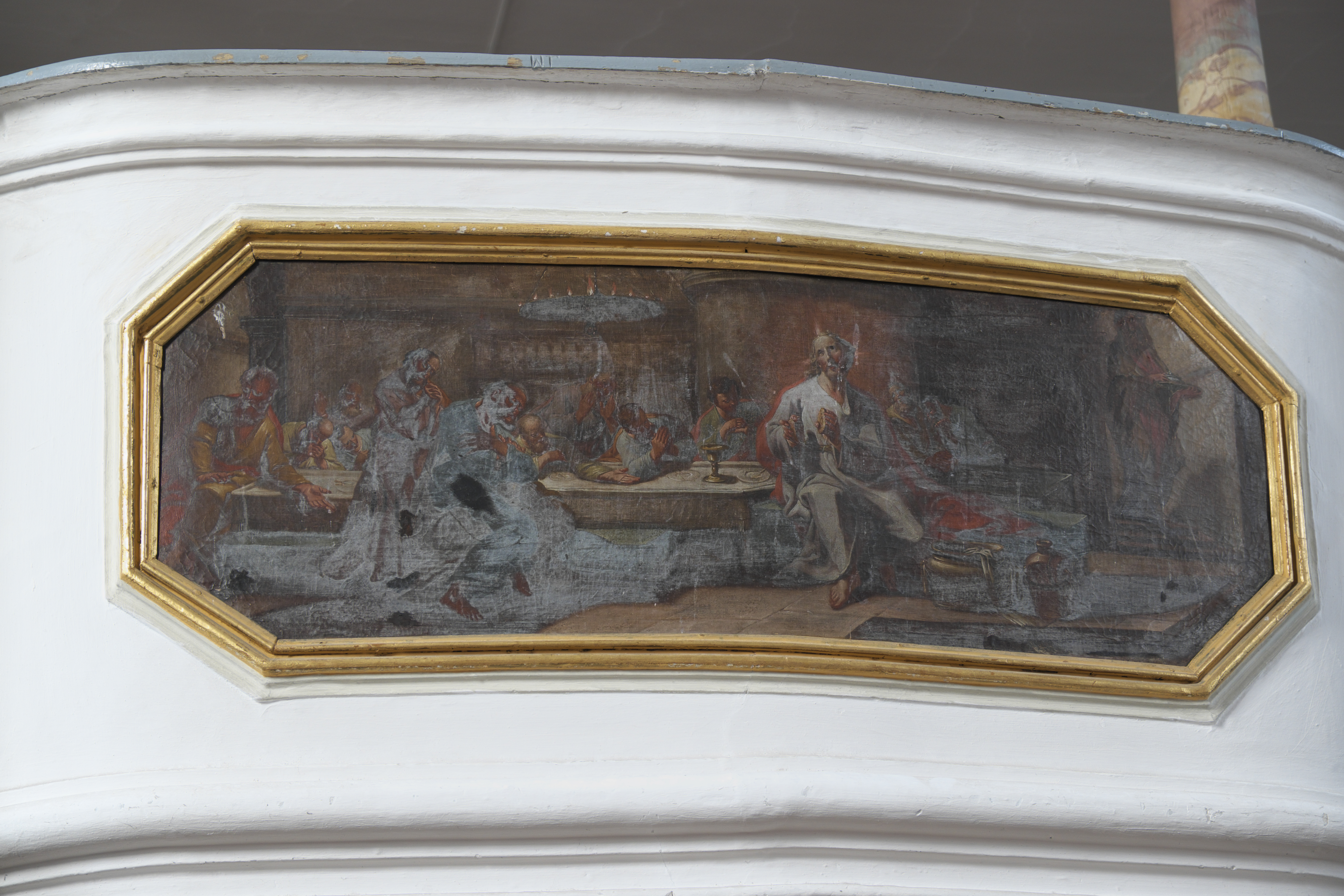
Abendmahl
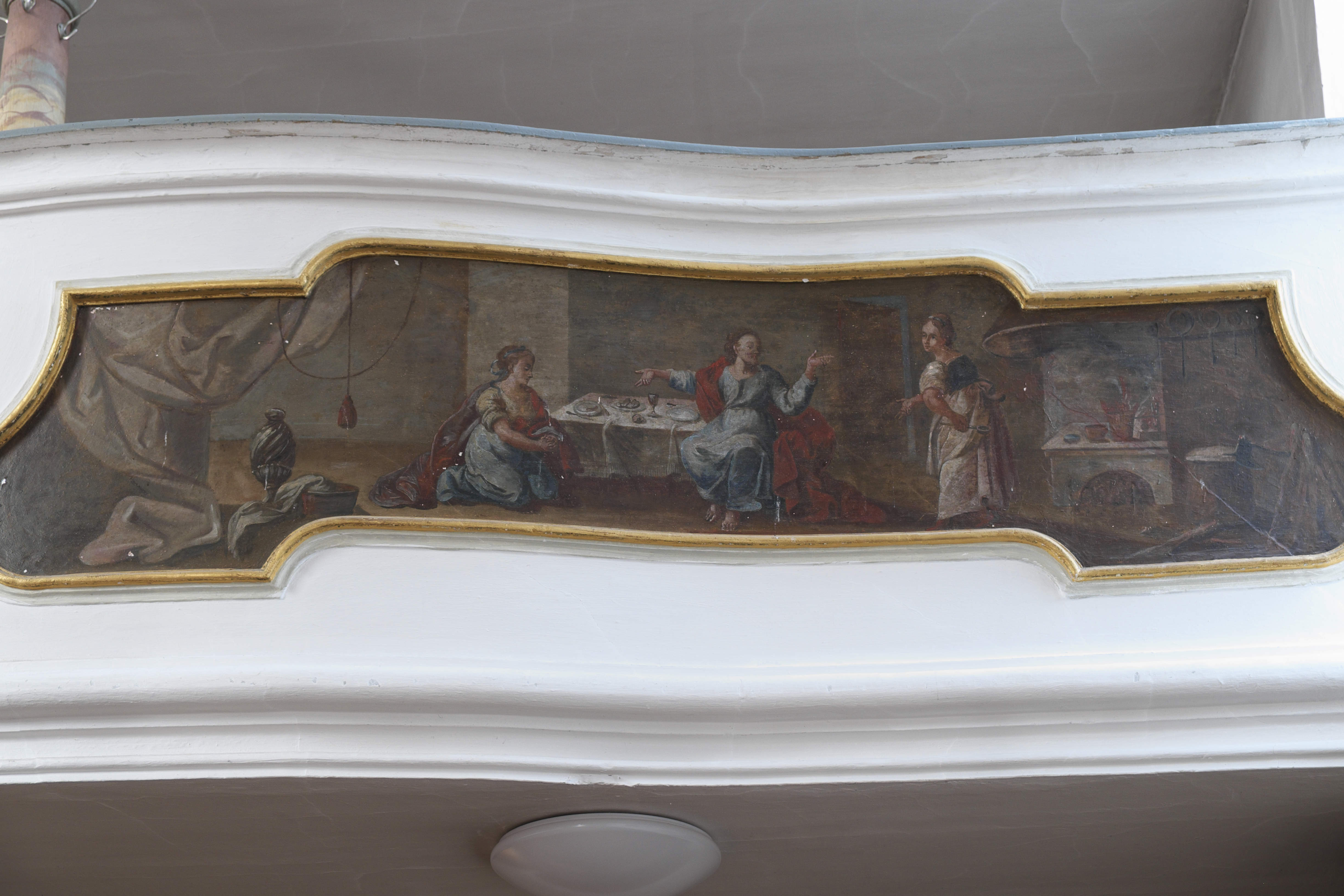
Christus im Hause von Maria und Martha

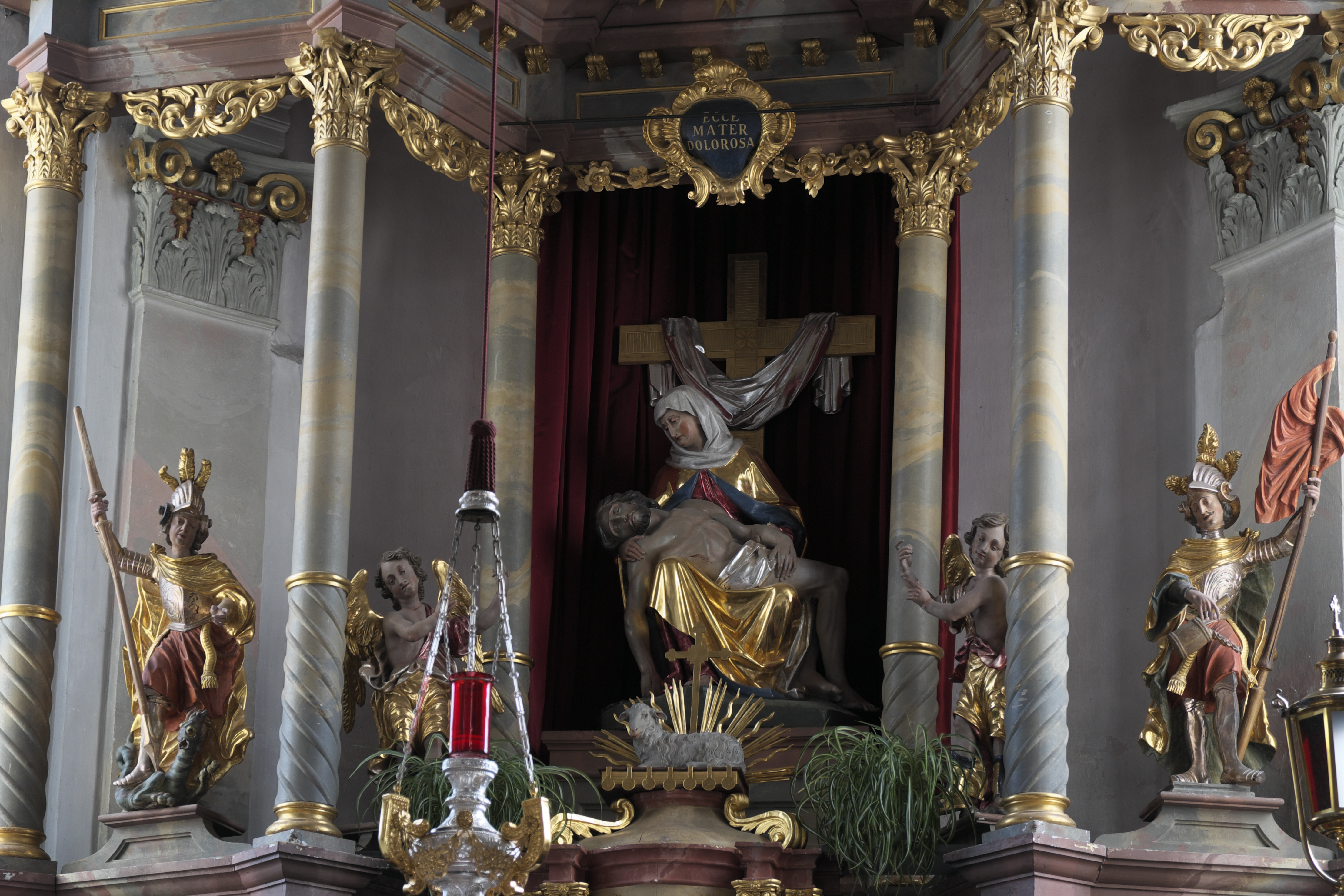
Hauptaltar mit Pietà, seitlich Erzengel Michael und heiliger Florian

## Ausstattung
- Die Altäre sind im Stil des Neubarock ausgeführt. Die Mittelnische des Hauptaltars nimmt eine Pietà ein, seitlich stehen zwei Engel sowie die Figuren des Erzengels Michael (links) und des heiligen Florian von Lorch (rechts). An den Seitenaltären sind Figuren aus der Zeit um 1720 aufgestellt, am nördlichen Seitenaltar die heilige Katharina und die heilige Margareta, am südlichen Seitenaltar die heilige Apollonia und die heilige Barbara.
- Die Kanzel wurde um 1770/80 angefertigt.
- Die Kreuzwegbilder stammen von 1741.

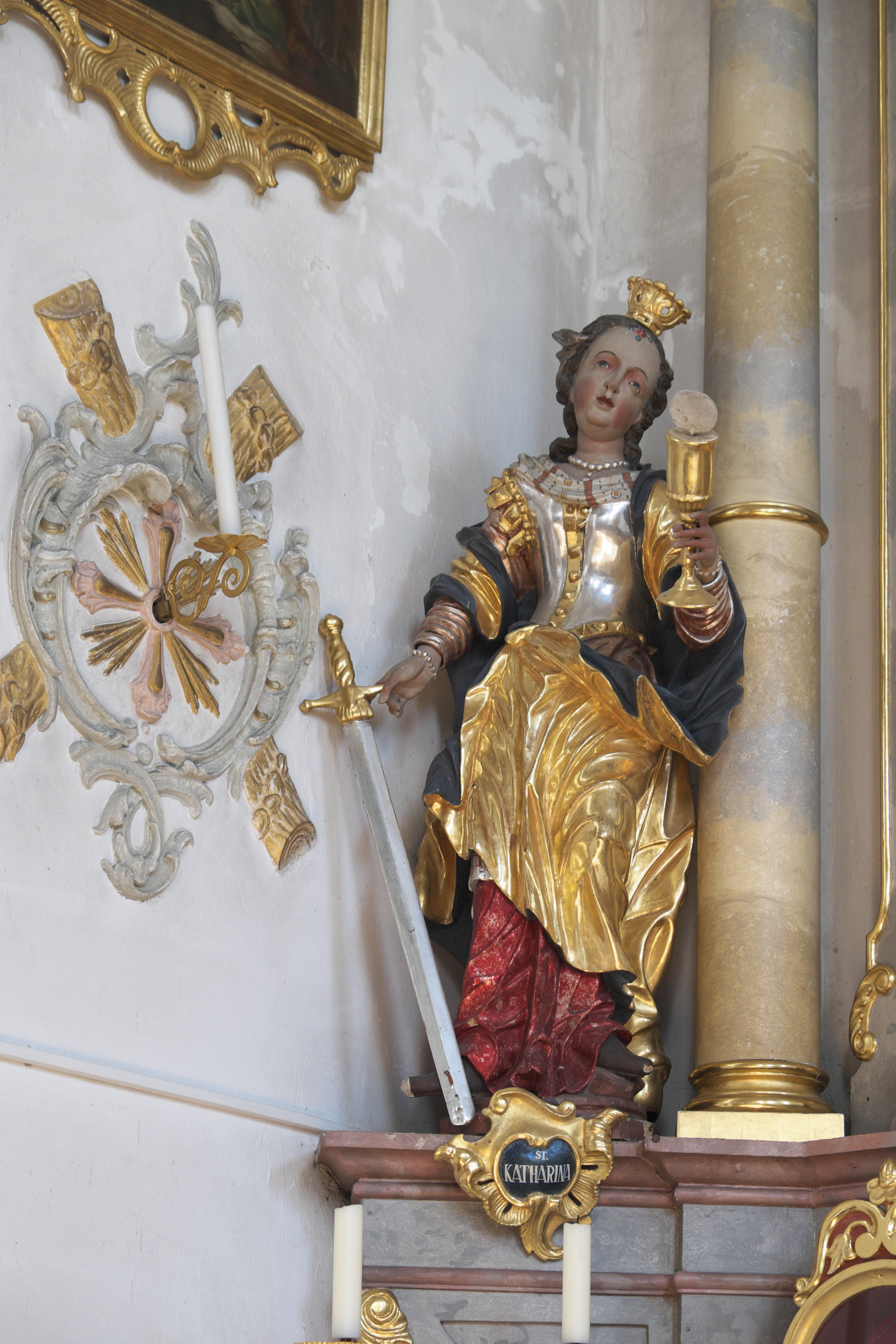
Heilige Katharina
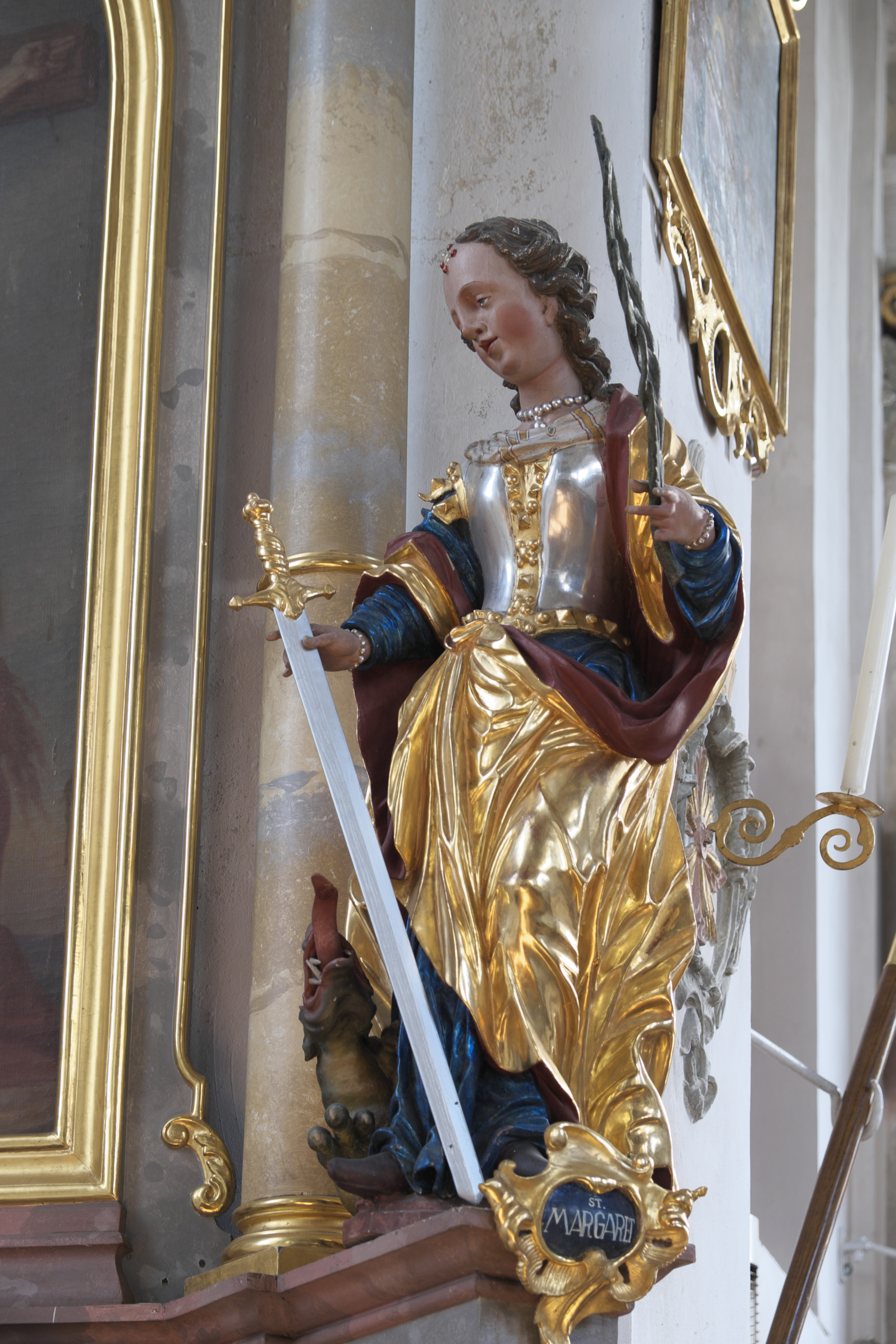
Heilige Margareta
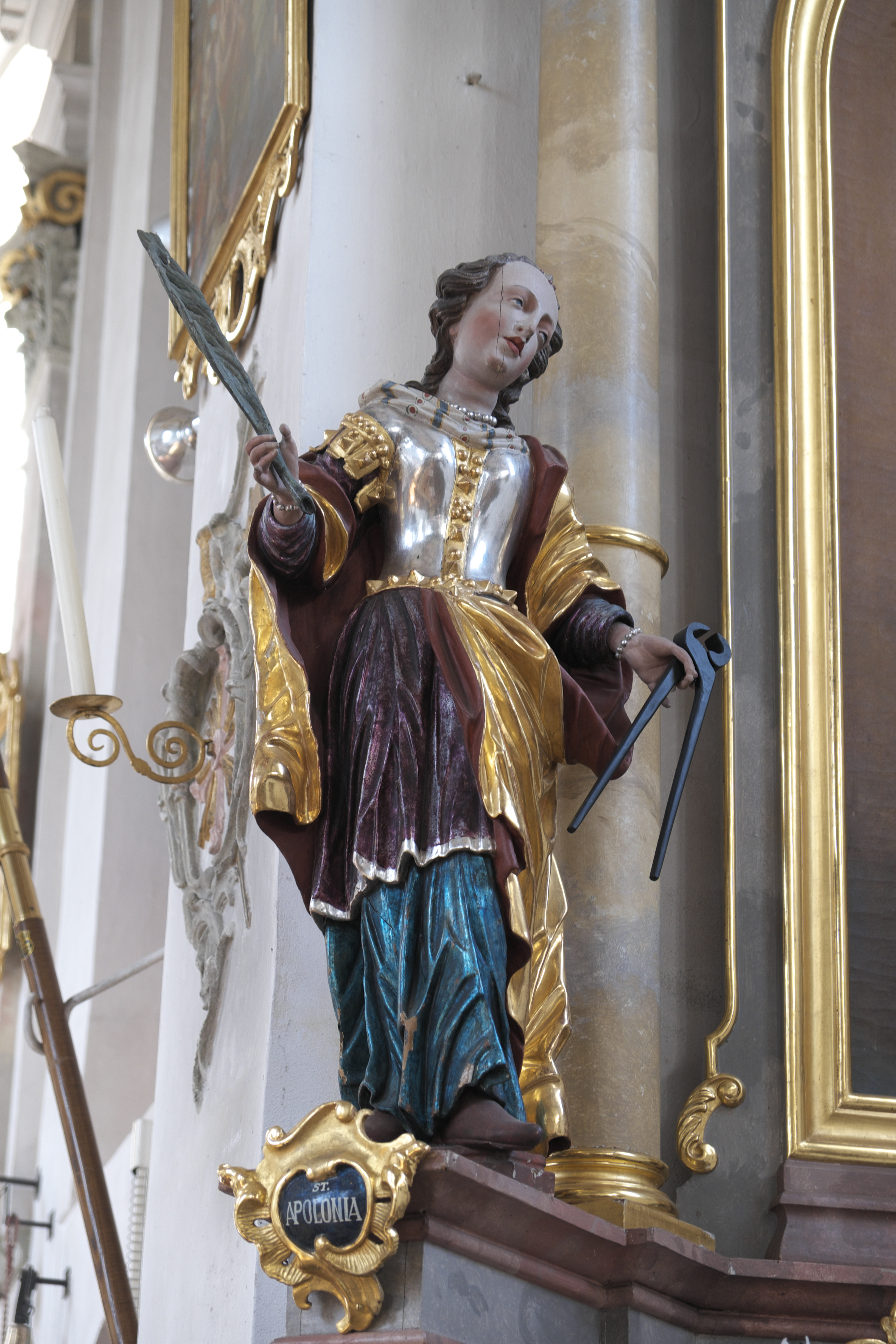
Heilige Apollonia
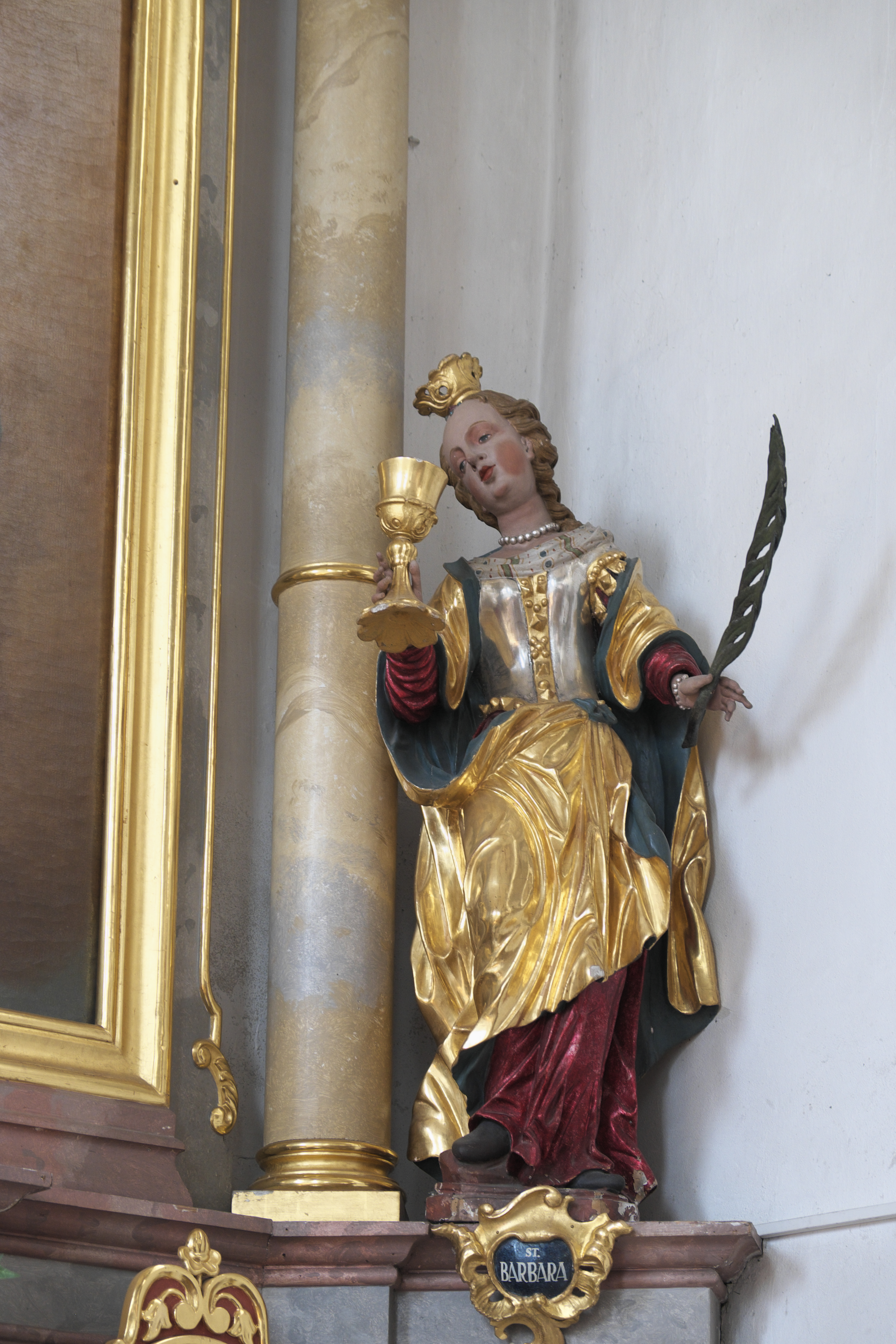
Heilige Barbara